# جيمي مارتون
جيمي مارتون (بالألمانية: Jimmy Marton)‏ هو لاعب كرة قدم ألماني في مركز الهجوم، ولد في 26 أغسطس 1995 في بروخزال في ألمانيا. لعب مع نادي كارلسروه.

## وصلات خارجية
- جيمي مارتون على موقع قاعدة بيانات كرة القدم.إي يو (الإنجليزية)